# Che fine ha fatto Bernadette?
Che fine ha fatto Bernadette? (Where'd You Go, Bernadette) è un film del 2019 diretto da Richard Linklater.
La pellicola, con protagonista Cate Blanchett, è l'adattamento cinematografico del romanzo del 2012 Dove vai Bernadette?, scritto da Maria Semple.

## Trama
Bernadette è l'amorevole mamma di Bee, quindicenne alla quale ha sacrificato la sua carriera. Era infatti una brillante architetta, vincitrice anche di un premio MacArthur, ma un po' per occuparsi della famiglia e un po' in seguito a una grossa delusione professionale, si è ritirata da tempo e vive con la famiglia a Seattle, in una vecchia villa non ristrutturata e quasi in rovina. La sua vita comincia infatti a risentire di un vuoto creativo, acuito dalla lontananza del marito Elgie per motivi di lavoro e dell'abuso di psicofarmaci da parte di lei, divenuta col tempo una donna asociale che rifugge il più possibile il contatto con altre persone, e specialmente con le mamme dei compagni di classe di Bee, capitanate dalla vicina di casa Audrey, con cui è in corso una faida riguardo l'estirpazione di alcuni rovi di more in giardino.
Per premiare il rendimento scolastico di Bee, si decide di partire per una crociera di Natale nella penisola Antartica, fatto che Bernadette accetta malvolentieri in quanto comporterà l'affrontare il mondo esterno. Nel frattempo l'estirpazione dei rovi causa uno smottamento, che allaga la casa di Audrey durante una festa. Già preoccupato per le condizioni di salute della moglie, Elgie viene a sapere da un agente dell'FBI che l'assistente virtuale a cui Bernadette delega abitualmente tutte le proprie commissioni è stato infiltrato da un gruppo di ladri d'identità russi, ora diretti a Seattle per approfittare della loro vacanza di famiglia. Messa di fronte alla realtà dei fatti e alla possibilità di passare del tempo in un ospedale psichiatrico, Bernadette si fa prendere dal panico e scappa di casa prima di sapere che i ladri d'identità sono stati arrestati.
Nascostasi inizialmente a casa di Audrey, con cui fa pace, Bernadette parte da sola per l'Antartide, inseguita da marito e figlia. Lì, durante una gita in kayak, conosce la scienziata Becky, diretta alla stazione di ricerca Palmer al polo sud. Seguendo Becky esce di nascosto dalla nave da crociera, raggiungendo così la stazione; sul posto convince la responsabile della stessa a permetterle di raggiungere la stazione Halley, che dovrà essere ricostruita a breve, per diventarne in seguito l'architetto progettista. Prima di partire viene raggiunta e si riappacifica con Elgie e Bee che, rendendosi conto di come la creatività e voglia di vivere di Bernadette siano rinate, le danno il permesso di seguire la spedizione e sovrintendere alla costruzione della base.

## Produzione
Nel gennaio del 2013 Annapurna Pictures e Color Force hanno acquistato i diritti cinematografici del romanzo di Maria Semple Dove vai Bernadette?, dell'anno precedente, ingaggiando Scott Neustadter e Michael H. Weber per scriverne una sceneggiatura. Nel febbraio del 2015 Richard Linklater è stato scelto come regista del film, mentre nel novembre dello stesso anno Cate Blanchett si è unita al cast come protagonista.
Nell'aprile del 2016 è stato annunciato che Holly Gent e Vincent Palmo Jr., già collaboratori di Linklater in Me and Orson Welles (2008), avrebbero riscritto assieme al regista la sceneggiatura di Neustadter e Weber. Nel marzo del 2017 Kristen Wiig si è unita al cast del film, seguita a maggio da Billy Crudup, che aveva già recitato con Blanchett in Charlotte Gray (2001). A giugno, è stata la volta di Judy Greer, James Urbaniak e Laurence Fishburne. Nel mese di luglio, Troian Bellisario si è unita al cast.
Le riprese sono iniziate il 10 luglio 2017. Si sono svolte a Pittsburgh e a Vancouver, oltre che in Groenlandia per le scene ambientate in Antartide.

## Colonna sonora
Graham Reynolds, abituale collaboratore artistico di Linklater, ha composto la colonna sonora del film.

## Promozione
Il primo trailer del film è stato diffuso online il 18 dicembre 2018, seguito il 15 ottobre 2019 da quello italiano.

## Distribuzione
La data d'uscita del film ha subìto vari slittamenti: inizialmente prevista per l'11 maggio 2018, è stata poi spostata prima al 19 ottobre 2018, poi al 22 marzo 2019 e al 9 agosto dello stesso anno, finendo per venire distribuito nelle sale cinematografiche statunitensi a partire dal 16 agosto 2019 dalla United Artists Releasing.
È stato distribuito nelle sale cinematografiche italiane da Leone Film Group ed Eagle Pictures a partire dal 12 dicembre 2019.

## Accoglienza

### Incassi
Il film ha incassato 11,1 milioni di dollari, di cui 9,2 negli Stati Uniti, a fronte di un budget stimato attorno ai 18 milioni.

### Critica
Il film è stato accolto in maniera tiepida dalla critica cinematografica statunitense: sull'aggregatore Rotten Tomatoes riceve il 49% delle recensioni professionali positive con un voto medio di 5,8 basata su 10 basato su 185 recensioni, mentre su Metacritic ottiene un punteggio di 51 su 100 basato su 39 critiche, ad indicare "giudizi contrastanti o nella media".
L'interpretazione della Blanchett è stata oggetto di alcune critiche negative, venendo definita come la peggiore della sua carriera da Richard Roeper del Chicago Sun-Times e Barry Hertz del Globe and Mail.

## Riconoscimenti
- 2020 - Golden Globe[28]
  - Candidatura per la migliore attrice in un film commedia o musicale a Cate Blanchett